# Dalia (roślina)

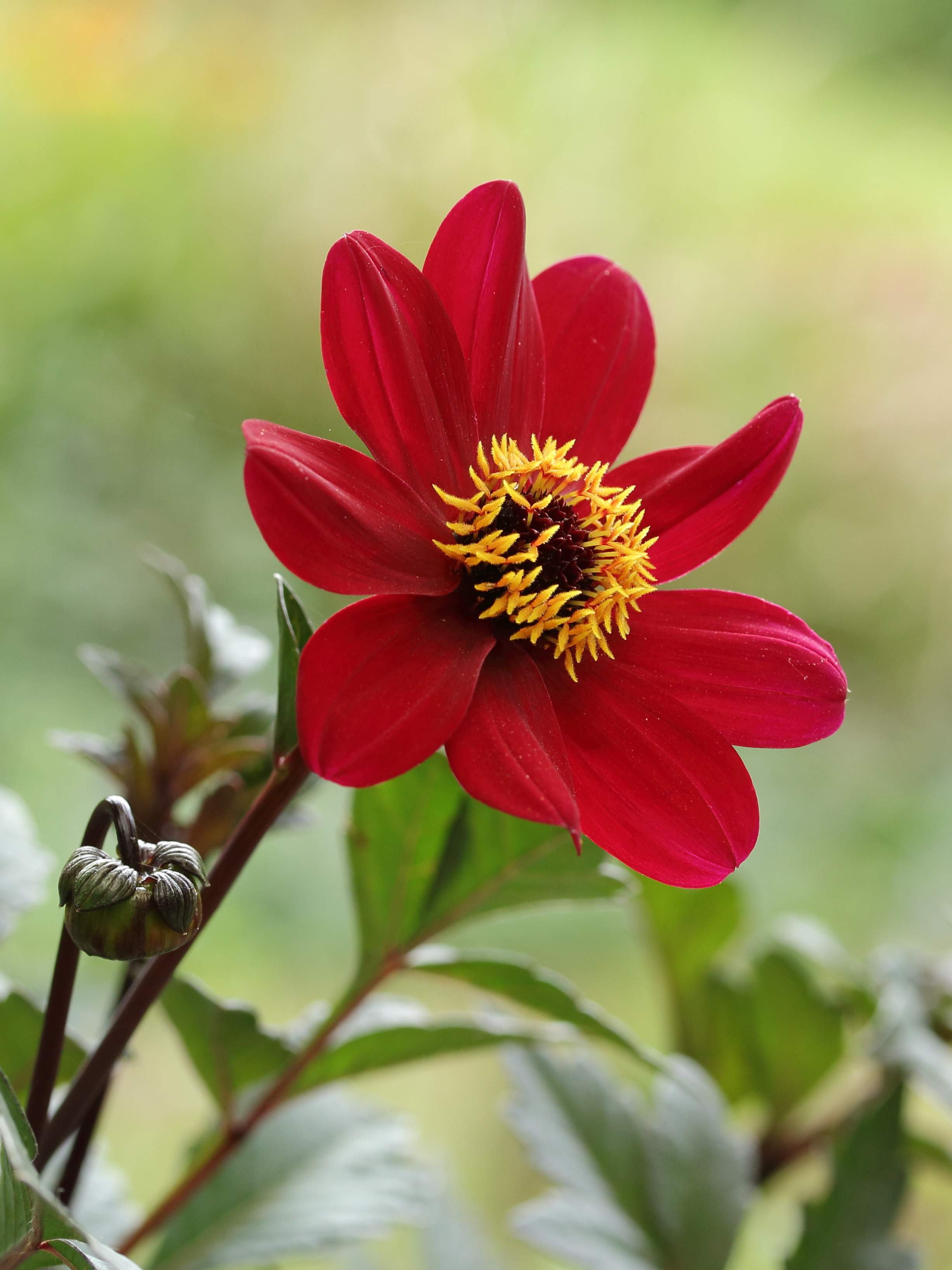
Dalia 'Bishop of Auckland'

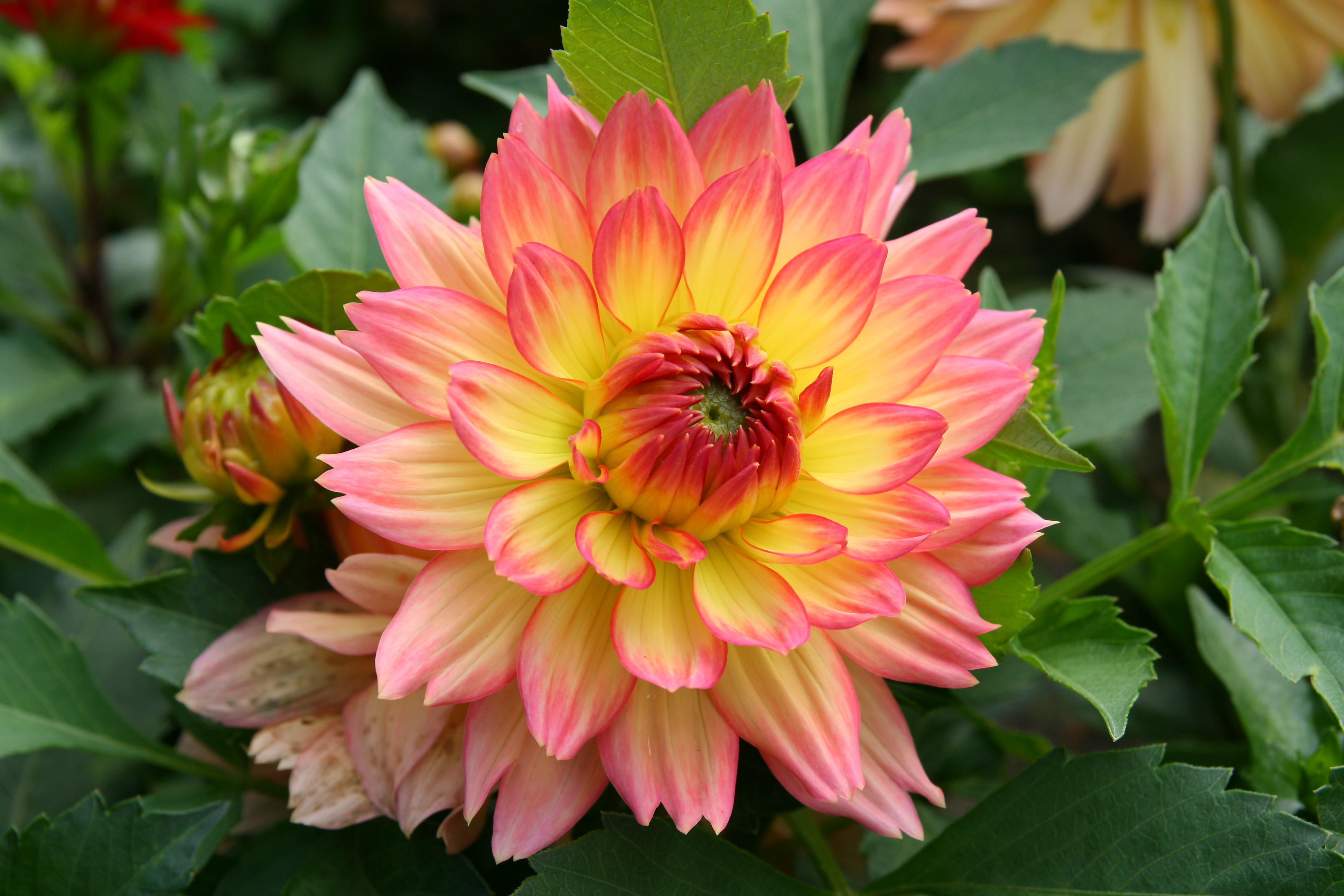
Dalia ogrodowa

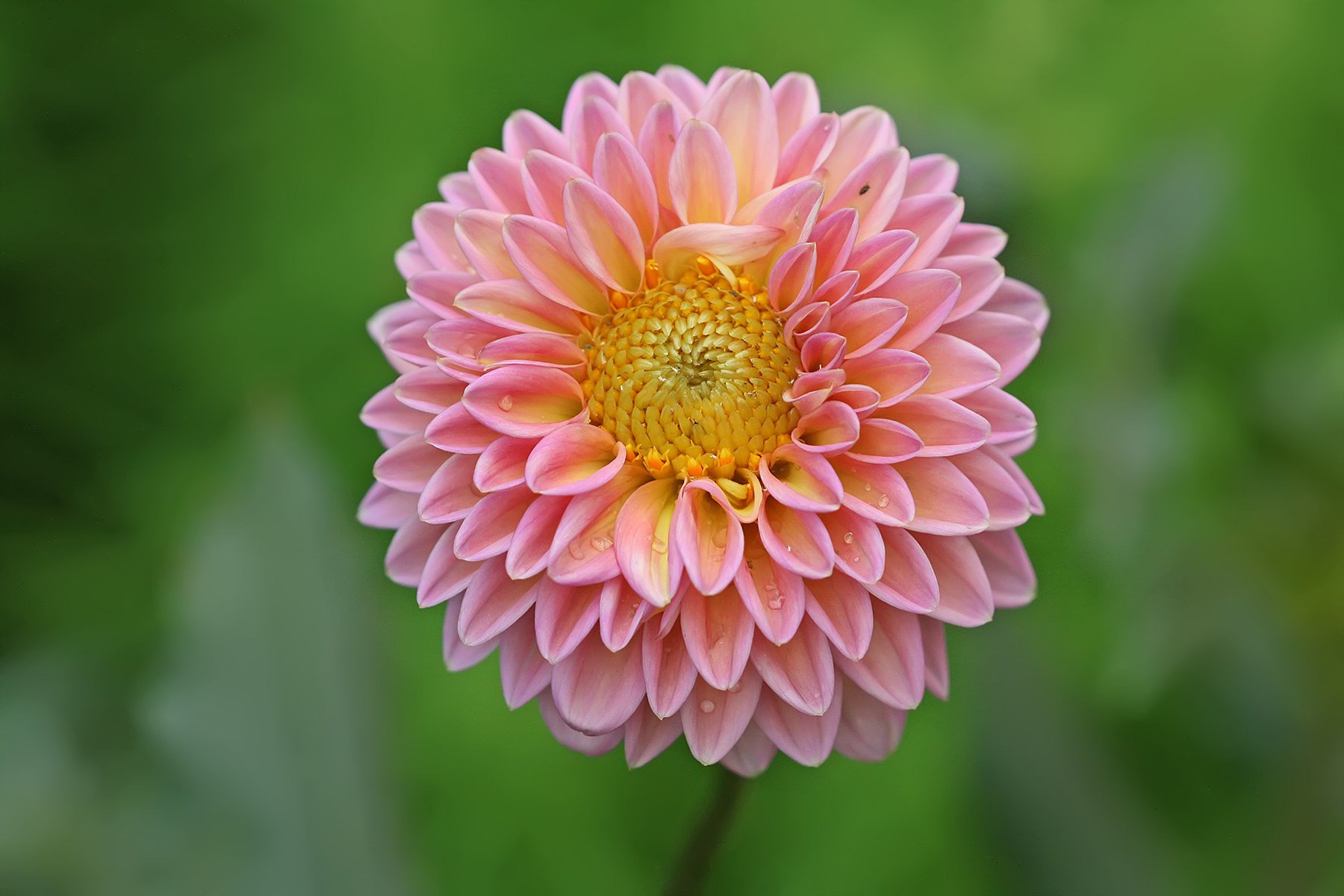
Dalia ogrodowa

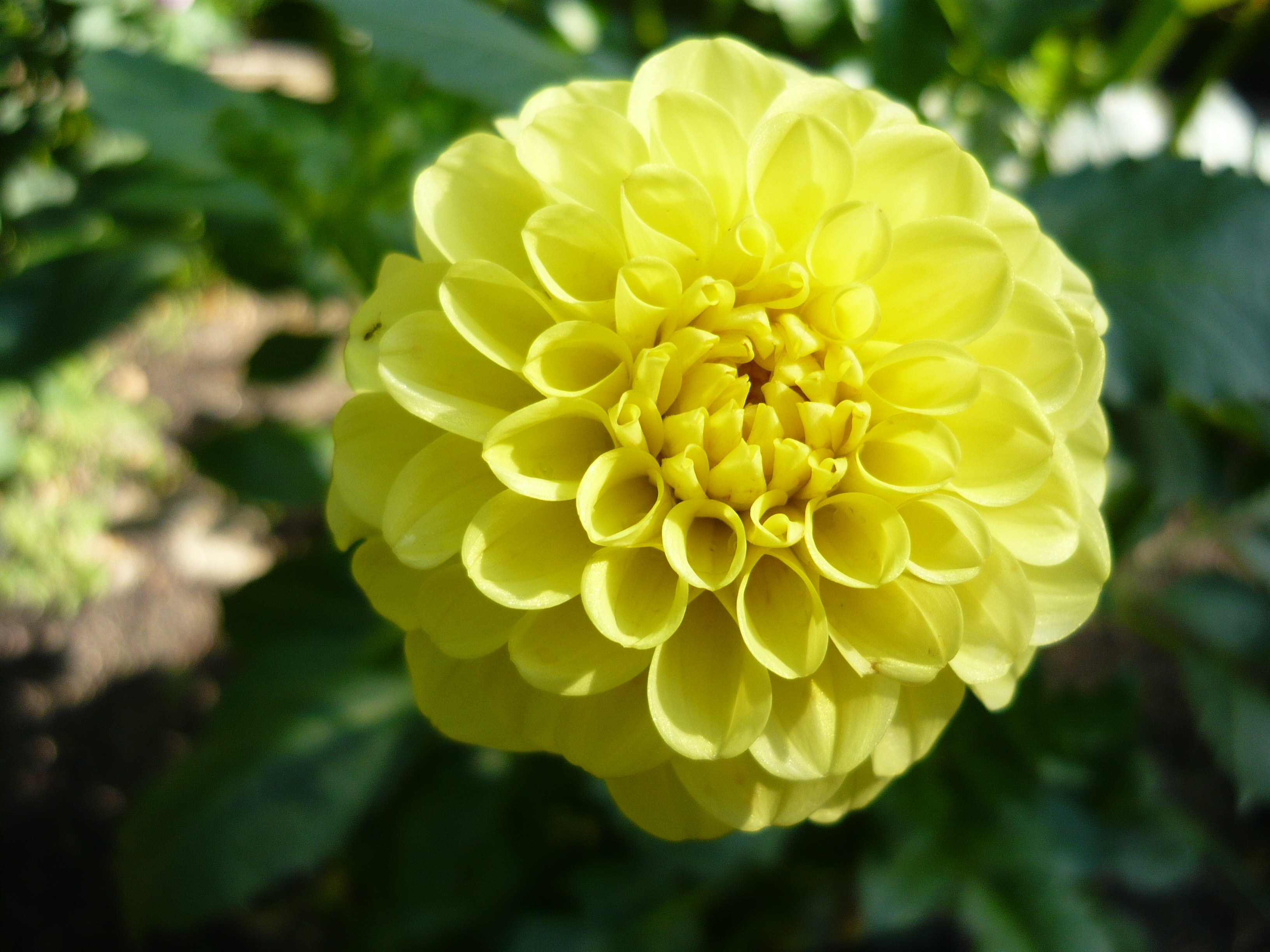
Dalia ogrodowa

Dalia, georginia (Dahlia Cav.) – rodzaj roślin nasiennych należących do rodziny astrowatych. Obejmuje 41 gatunków. Występują one w Ameryce Centralnej (od Meksyku po Panamę) oraz w Kolumbii, przy czym najbardziej zróżnicowane są w Meksyku. Rosną głównie na obszarach górskich, zarówno w formacjach leśnych, jak i nieleśnych. 
Rośliny te uprawiane były już w czasach przedkolumbijskich, głównie na paszę dla zwierząt (bulwy), jako rośliny lecznicze, ale też jako rośliny ozdobne (wyhodowano odmiany o licznych kwiatach języczkowatych, w tym mieszańce międzygatunkowe). Sprowadzone do Europy stały się popularnymi roślinami ozdobnymi, modnymi zwłaszcza w I połowie XIX wieku. Różnorodne odmiany i mieszańce zwane są zbiorowo dalią zmienną, d. ogrodową Dahlia hybrida hort. Rośliny uprawiane znane są również pod nazwami ludowymi: giergonia, giergona, wielgonia i wielgoń (ostatnie dwie dotyczą zwłaszcza odmian o największych kwiatostanach).
Nazwa rodzaju wywodzi się od nazwiska szwedzkiego botanika Andersa Dahla. 

## Morfologia
PokrójByliny, czasem z drewniejącymi nasadami pędów, pod ziemią posiadające bulwy korzeniowe. W zależności od gatunku i odmiany osiągają wysokość zwykle od 35 cm do prawie 2 metrów, ale rośliny o najdłuższych pędach osiągają 8–9 m.
LiścieNaprzeciwległe, ząbkowane lub pierzasto podzielone.
KwiatyZebrane w koszyczki na szczytach pędów. Okrywy tworzą listki wyrastające w dwóch rzędach, rozpostarte lub odgięte. Zewnętrzne są zielone i nieco mięsiste, wewnętrzne są błoniaste. Brzeżne kwiaty języczkowe są sterylne lub żeńskie, mają okazałe korony, białe, żółte, pomarańczowe, różowe, purpurowe. Kwiaty wewnątrz koszyczka są rurkowate.
OwoceSmukłe niełupki z dwoma ośćmi lub z puchem kielichowym.

## Systematyka
Pozycja systematyczna
Rodzaj z rodziny astrowatych Asteraceae, w obrębie której klasyfikowany jest do podrodziny Asteroideae i plemienia Coreopsideae.
Wykaz gatunków
- Dahlia apiculata (Sherff) P.D.Sørensen
- Dahlia atropurpurea P.D.Sørensen
- Dahlia australis (Sherff) P.D.Sørensen
- Dahlia brevis P.D.Sørensen
- Dahlia calzadana Villaseñor & Redonda-Mart.
- Dahlia campanulata Saar, Sorenson & Hjert.
- Dahlia coccinea Cav. – dalia szkarłatna
- Dahlia congestifolia P.D.Sørensen
- Dahlia cordifolia (Sessé & Moc.) McVaugh
- Dahlia cuspidata Saar, Sorenson & Hjert.
- Dahlia dissecta S.Watson
- Dahlia excelsa Benth.
- Dahlia foeniculifolia Sherff
- Dahlia hintonii Sherff
- Dahlia hjertingii H.V.Hansen & P.D.Sørensen
- Dahlia imperialis Roezl ex Ortgies
- Dahlia linearis Sherff
- Dahlia macdougallii Sherff
- Dahlia merckii Lehm.
- Dahlia mixtecana J.Reyes, Islas & Art.Castro
- Dahlia mollis P.D.Sørensen
- Dahlia moorei Sherff
- Dahlia neglecta Saar
- Dahlia parvibracteata Saar & P.D.Sørensen
- Dahlia pinnata Cav.
- Dahlia pteropoda Sherff
- Dahlia pugana Aarón Rodr. & Art.Castro
- Dahlia purpusii Brandegee
- Dahlia rudis P.D.Sørensen
- Dahlia rupicola P.D.Sørensen
- Dahlia scapigera Knowles & Westc.
- Dahlia scapigeroides Sherff
- Dahlia sherffii P.D.Sørensen
- Dahlia sorensenii H.V.Hansen & Hjert.
- Dahlia spectabilis Saar & P.D.Sørensen
- Dahlia sublignosa (P.D.Sørensen) Saar & P.D.Sørensen
- Dahlia tamaulipana J.Reyes, Islas & Art.Castro
- Dahlia tenuicaulis P.D.Sørensen
- Dahlia tenuis B.L.Rob. & Greenm.
- Dahlia tubulata P.D.Sørensen
- Dahlia wixarika Art.Castro, Carr.-Ortiz & Aarón Rodr.

## Odmiany ozdobne
Niektóre gatunki są uprawiane jako rośliny ozdobne przy czym większość jednak uprawianych odmian to mieszańce powstałe ze skrzyżowania dalii szkarłatnej Dahlia coccinea i Dahlia pinnata. Określane są one wspólną nazwą jako dalia zmienna lub dalia ogrodowa (Dahlia hybr.). Ogrodnicy wyhodowali bardzo dużą liczbę odmian ozdobnych. Znane są odmiany o kwiatach odmiany pojedynczych, półpełnych i pełnych.

## Uprawa
WymaganiaNajlepiej rosną na słonecznym stanowisku, żyznej i przepuszczalnej glebie. Wymagają obfitego podlewania. Podczas intensywnego kwitnienia (zazwyczaj sierpień-wrzesień) należy im dostarczyć około 9 litrów wody co drugi dzień. Należy je dość obficie nawozić. Większość odmian wymaga w czasie kwitnienia podpór. Aby uzyskać większe kwiatostany, należy uszczknąć boczne pączki, pozostawiając tylko jeden.
RozmnażaniePrzez podział lub przez sadzonkowanie. Można również dalie wyhodować z nasion – wysiew do skrzynki w kwietniu, następnie siewki należy pikować do doniczek o średnicy ok. 9 cm.
PrzechowywanieBulwy należy wykopać na zimę. Wykopane wraz z grudką ziemi bulwy należy pozostawić na dzień na słońcu, potem przenieść do pomieszczenia. Po dziesięciu dniach otrząsnąć z ziemi, przyciąć krótko stare pędy, a roślinę odwrócić do góry nogami, by odpłynął nadmiar wody. Zanurzyć w roztworze środka grzybobójczego i ułożyć w płytkich skrzynkach na lekko wilgotnym torfie w chłodnym miejscu.